# Cyrtandropsis djamuensis
Cyrtandropsis djamuensis är en tvåhjärtbladig växtart som beskrevs av Rudolf Schlechter. Cyrtandropsis djamuensis ingår i släktet Cyrtandropsis och familjen Gesneriaceae. Inga underarter finns listade i Catalogue of Life.